# 小村神社前站
小村神社前站（日语：／ Omura-jinja-mae eki */?）是位於日本高知縣高岡郡日高村下分椋之島 、隸屬於四國旅客鐵道（JR四國）的鐵路車站。車站編號為K08-1。車站名稱以附近的神道教神社小村神社而命名，又由於小村神社又稱為「土佐二之宮」（日语：土佐二の宮），因此本站亦設有副站名。
小村神社前站是JR四國自成立以來的第4個新設車站。由於在它開業前，JR四國已為所有車站加上車站編號，為免要更改大量車站的編號，所以採取了分支編號，變成為「K08-1」，也因此在南伊予（U02-1）开业前成為JR四國唯一，也是其他有編號的日本鐵路車站中少見的取號方式。

## 背景
由於日高村被高知縣政府選為發展工業廢物處理設施，並計劃發展附近的區域，因此JR四國決定在此增設一個車站，以方便在此工作的人士及日後區域發展時的配套。車站最終於2008年3月15日正式開業。

## 車站結構
本站屬於簡易車站，不設站舍及候車室，車站出入口設於向高知方向的月台末端，為無障礙通道。並在入口處設置一部電動售票機。月台為1面1線的單線雙向月台，並設置了長凳及加設上蓋供乘客使用。

### 月台配置
| 路線    | 方向     | 目的地                   |
| ------- | -------- | ------------------------ |
| ■土讚線 | （下行） | 須崎、窪川方向           |
| ■土讚線 | （上行） | 伊野、高知、土佐山田方向 |

## 歷史
- 2008年3月15日：開業

## 相鄰車站
四國旅客鐵道（JR四國）
■土讚線
波川（K08）－小村神社前（K08-1）－日下（K09）

## 外部連結
- 非官方小村神社前站介紹。(日文)